# 熊朋來
熊朋來（1246年—1323年），字與可，自號彭鑫釣徒，又號天傭。豫章（今江西豐城）人。
宋度宗咸淳甲戌（1274年）登進士第四人，授從事郎、寶慶府僉書判官廳公事，未上任而宋亡。入元，隱居鄉里，傳授儒學，受學者常百數十人。曾任福建、廬陵（今江西吉水縣東北）兩郡教授。熊朋來通曉樂律，尤善鼓瑟，與一般儒家不通宮商而空談樂理者不同。撫琴詠詩，以托情志。著有《瑟譜》6卷。